# Ascidia lambertae
Ascidia lambertae is een zakpijpensoort uit de familie van de Ascidiidae. De wetenschappelijke naam van de soort is voor het eerst geldig gepubliceerd in 2007 door Monniot F..